# Victor-Augustin-Isidore Dechamps

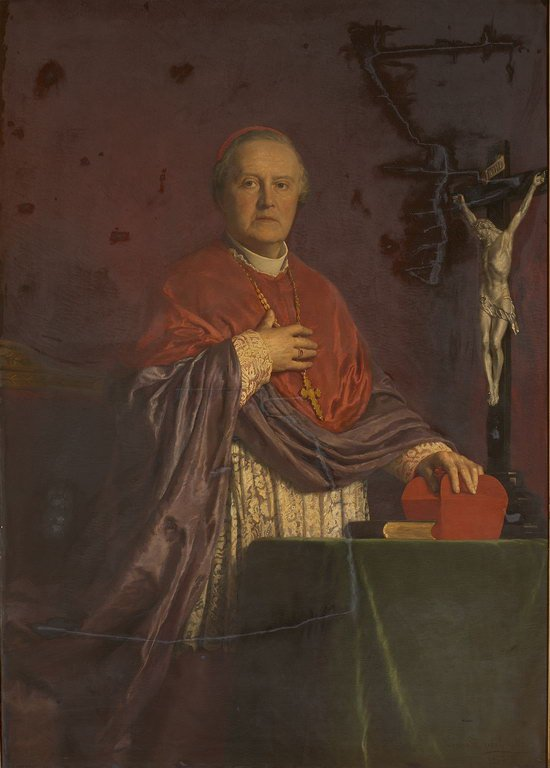
Gemälde: Victor-Augustin-Isidore Dechamps als Kardinal

Victor-Augustin-Isidore Dechamps CSsR (* 6. Dezember 1810 in Melle; † 29. September 1883 in Mecheln) war ein katholischer Theologe, seit 1867 Erzbischof von Mecheln und Primas von Belgien, 1875 Kardinal.

## Leben

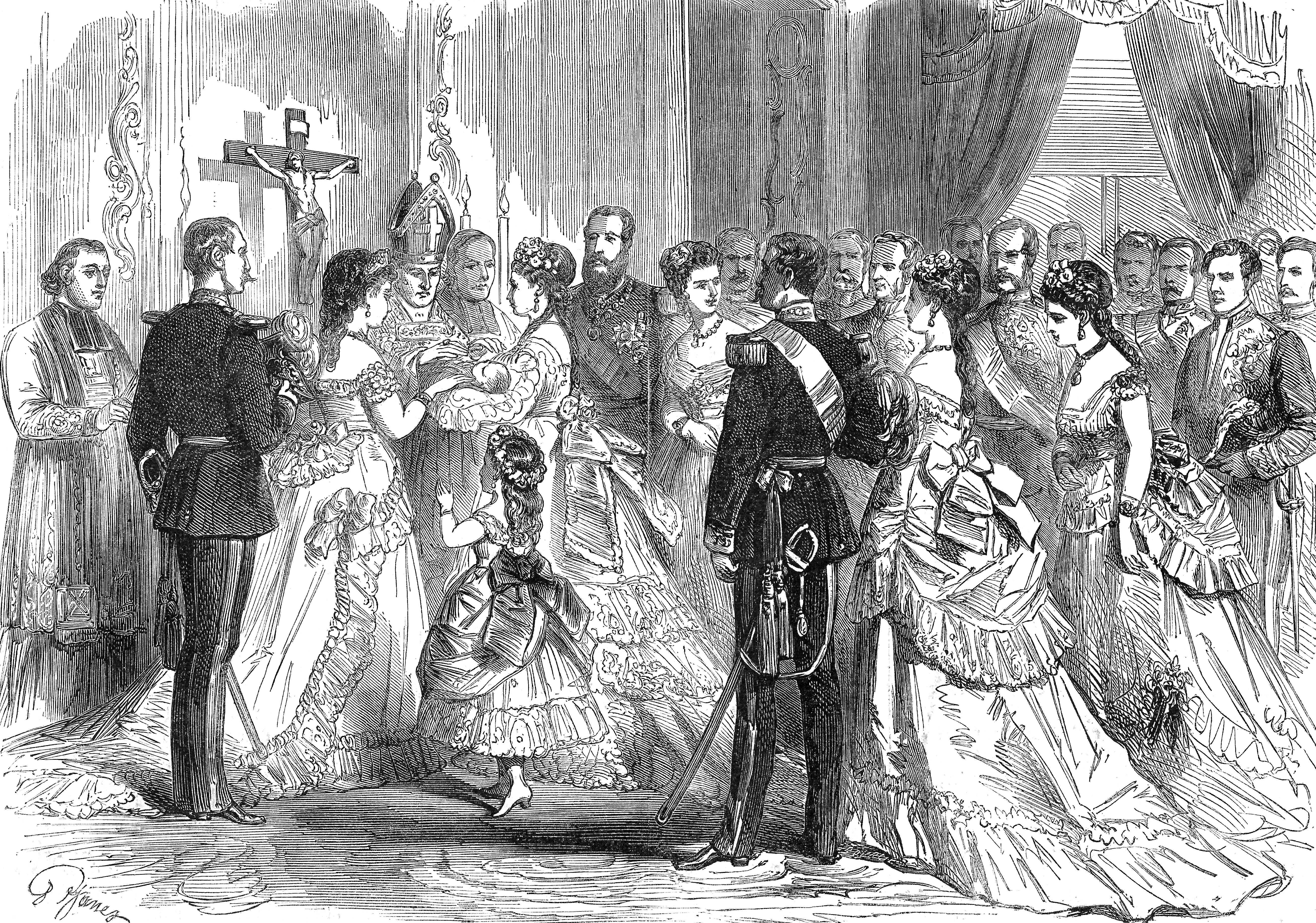
Taufe von Prinz Baudouin von Belgien am 26. Juni 1869 durch Primas Erzbischof Dechamps im Palais de Flandre in Brüssel (Holzstich von Gustave Janet)

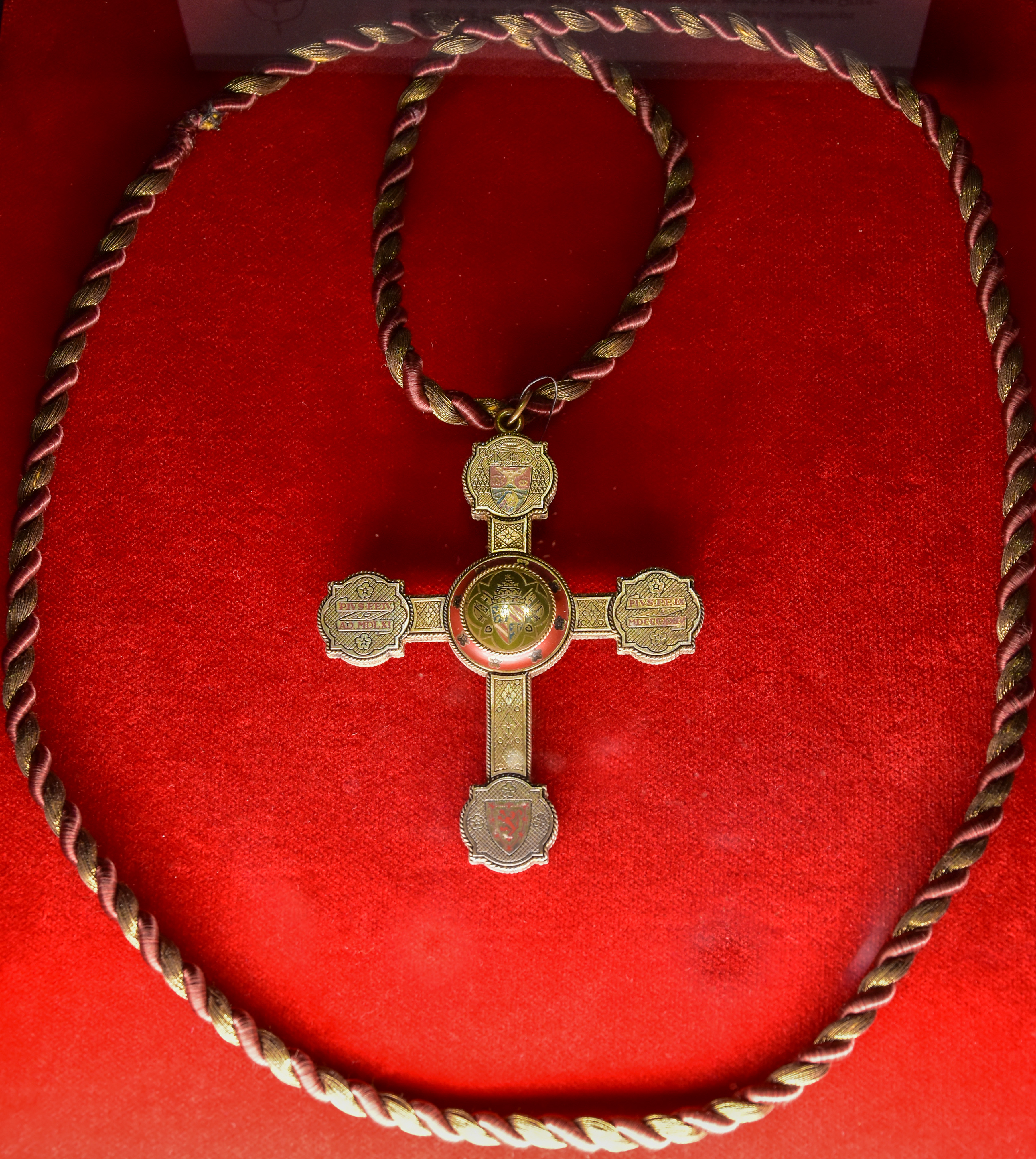
Dechamps Pektorale

Victor-Augustin-Isidore Dechamps studierte zunächst Jura und später Theologie in Mecheln. Am 20. Dezember 1834 empfing er die Priesterweihe für das Erzbistum Mecheln. Er trat in den Redemptoristenorden in Sint-Truiden ein, legte am 13. Juni 1836 die Ordensgelübde ab und war Studentenpräfekt im Kloster Wittem. Zum Rektor in Lüttich wurde er 1840 berufen.
Am 25. September 1865 ernannte ihn Papst Pius IX. zum Bischof von Namur. Die Bischofsweihe spendete ihm Kurienkardinal Karl August von Reisach am 1. Oktober desselben Jahres; Mitkonsekratoren waren der Erzbischof von Westminster, Henry Edward Manning, und Kurienerzbischof Giuseppe Berardi. Sein Wahlspruch lautete Per via cœli porta manes.
Am 20. Dezember 1867 wurde er zum Erzbischof von Mecheln und damit zum Primas von Belgien ernannt. Papst Pius IX. nahm ihn am 15. März 1875 als Kardinalpriester mit der Titelkirche San Bernardo alle Terme in das Kardinalskollegium auf.

## Dogma und belgischer Schulstreit
Nach seiner Erhebung zum Primas der Bischöfe Belgiens unterstützte Dechamps tatkräftig die geplante Infallibilisierung von Papst Pius IX. auf dem Ersten Vatikanischen Konzil von 1869/1870.
In seiner Amtszeit begann der erste belgische Schulstreit, der sich in der Folgezeit fortsetzte. Er war ein Gegner der konfessionslosen Staatsschulen. Diese belgischen Schulstreitigkeiten veranlassten Papst Leo XIII. am 3. August 1881 zur Veröffentlichung der Enzyklika Licet multa „über die Katholiken in Belgien“; dieses Lehrschreiben war direkt an den Primas von Belgien gerichtet.

## Schriften
- Christus und die Antichristen nach dem Zeugnisse der Schrift, der Geschichte und des Gewissens. Auf Deutsch bearbeitet von Johann Baptist Heinrich et al.